# Bahía de Galveston
La bahía de Galveston (del inglés: Galveston Bay) es una bahía estuarina localizada en el tramo costero superior de Texas, Estados Unidos, entre el continente y el cordón dunar formado principalmente por la isla de Galveston y la península Bolívar, siendo el séptimo estuario más grande del país. Está conectada con el golfo de México y está rodeada por pantanos subtropicales y praderas en el continente. El agua de la bahía es una compleja mezcla de agua de mar y agua dulce que soporta una amplia variedad de vida marina. La bahía cubre aproximadamente 1.600 km² y tiene unos 50 km de longitud y 27 km de anchura.
La bahía, históricamente, ha desempeñado un importante papel en la historia de Texas. La isla de Galveston fue el lugar del asentamiento más oriental y más grande de los primeros asentamientos costeros de Texas y, durante el final del siglo XIX, Galveston fue la ciudad más grande de Texas. El puerto de la isla, en el lado de la bahía, se convirtió en uno de los mejores puertos de los EE. UU. Durante el siglo XX dado el auge del petróleo en Texas se apoderó de la bahía y se hizo aún más importante como centro de transporte marítimo dado que Houston y Texas City se convirtieron en centros industriales y puertos principales.
Hoy la bahía se encuentra dentro del área metropolitana de Houston-Sugar Land-Baytown, que es la quinta área metropolitana más grande en los EE. UU. y alberga los principales puertos, incluido el puerto de Houston, el segundo puerto con más tránsito de la nación. Produce más mariscos que cualquier otra bahía del país, excepto la bahía de Chesapeake.

## Historia

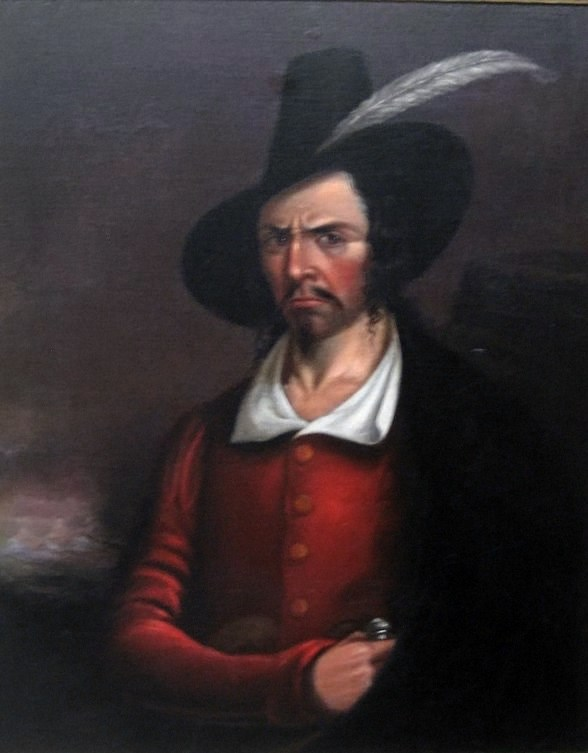
Retrato anónimo que se dice corresponde a Jean Lafitte, en el, Rosenberg Library, Galveston, Texas

La Costa del Golfo obtuvo su actual configuración durante la última edad de hielo. Hace aproximadamente 30.000 años los niveles del mar cayeron drásticamente a medida que el agua era incorporada en las vastos casquetes de hielo. Los ríos Trinidad y San Jacinto tallaron amplios valles en los sedimentos blandos, especialmente a lo largo de la moderna costa. La fusión gradual de las capas de hielo cuando terminó la edad de hielo llenó los valles con agua que creó el sistema de la bahía hace aproximadamente 4.500 años. El aumento del nivel del mar alcanzó su punto máximo hace aproximadamente 4000 años, dando a la bahía su forma actual.
Los asentamientos humanos en lo que hoy es Texas comenzaron hace al menos 10.000 años siguiendo a las migraciones en el continente americano desde Asia durante la última edad de hielo. Los primeros asentamientos importantes en la zona se cree que fueron de las tribus karankawa y atakapa, que vivían en toda la región de la costa del Golfo.
A pesar de que varias expediciones españolas habían ya cartografiado la costa del Golfo, fue el explorador José Antonio de Evia quien en 1785 dio a la bahía y la isla el nombre de Galvezton en honor del virrey español Bernardo de Gálvez y Madrid. Louis Aury estableció una base naval en el puerto en 1816 para apoyar a la Revolución Mexicana. Pronto su base fue apropiada por el pirata Jean Lafitte que transformó temporalmente la isla de Galveston y la bahía en un reino pirata antes de ser derrocado por la Armada de los Estados Unidos.
Tras su independencia de España la nueva nación de México afirmó que Texas era parte de su territorio. Se establecieron asentamientos alrededor de la bahía, en particular Galveston y Anáhuac, así como Lynchburg y San Jacinto. Siguiendo a un creciente malestar, Texas se rebeló y se independizó en 1836 en la batalla de San Jacinto, cerca de la bahía, en el curso el río San Jacinto. La nueva República de Texas creció rápidamente y se unió a los Estados Unidos en 1845. La bahía ganó notoriedad por la guerra una vez más durante el combate naval de la batalla de Galveston, que forma parte de la guerra civil americana, que Texas perdió en última instancia.[cita requerida]

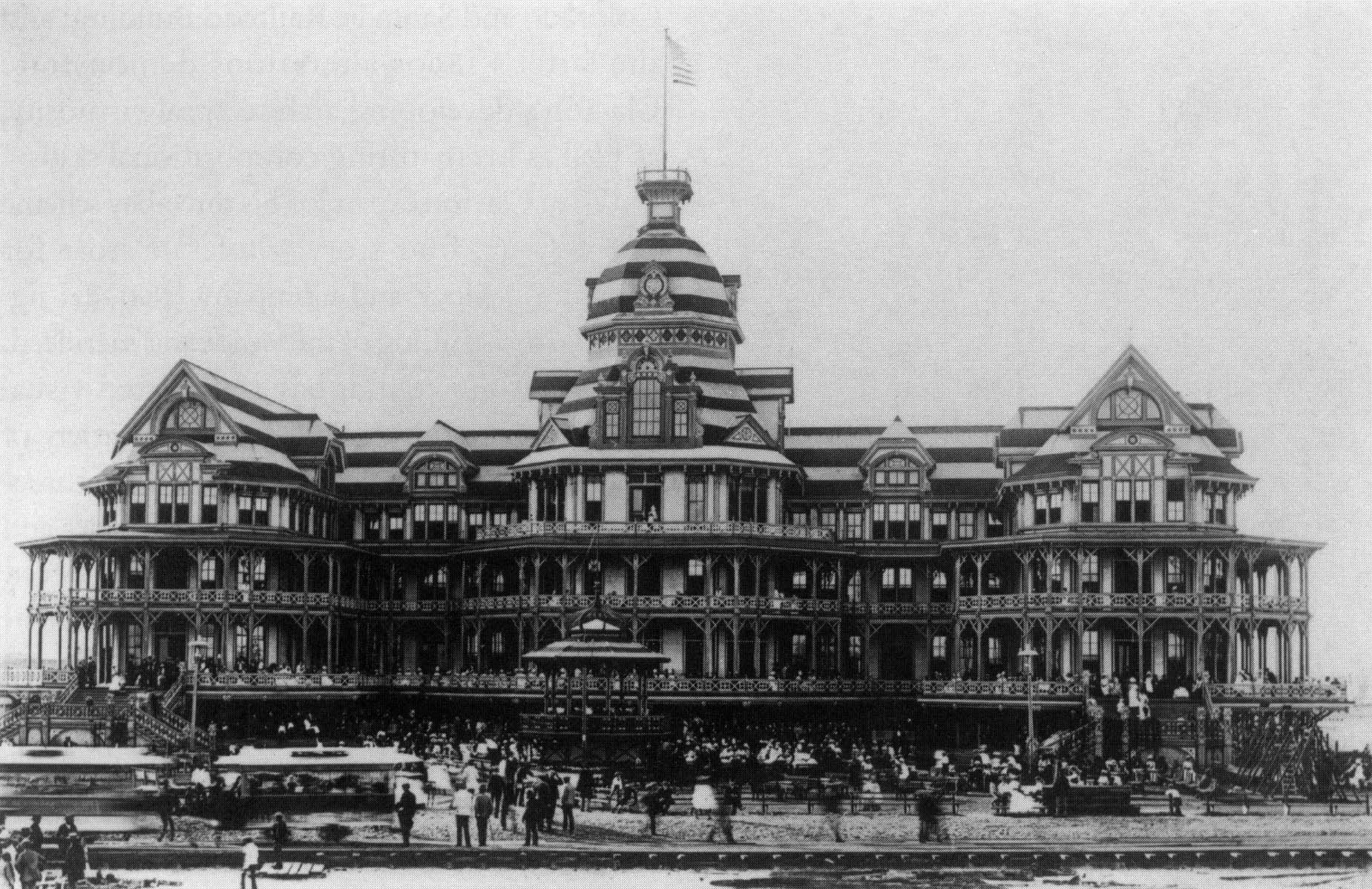
El Beach Hotel, un famoso resort del de Galveston.

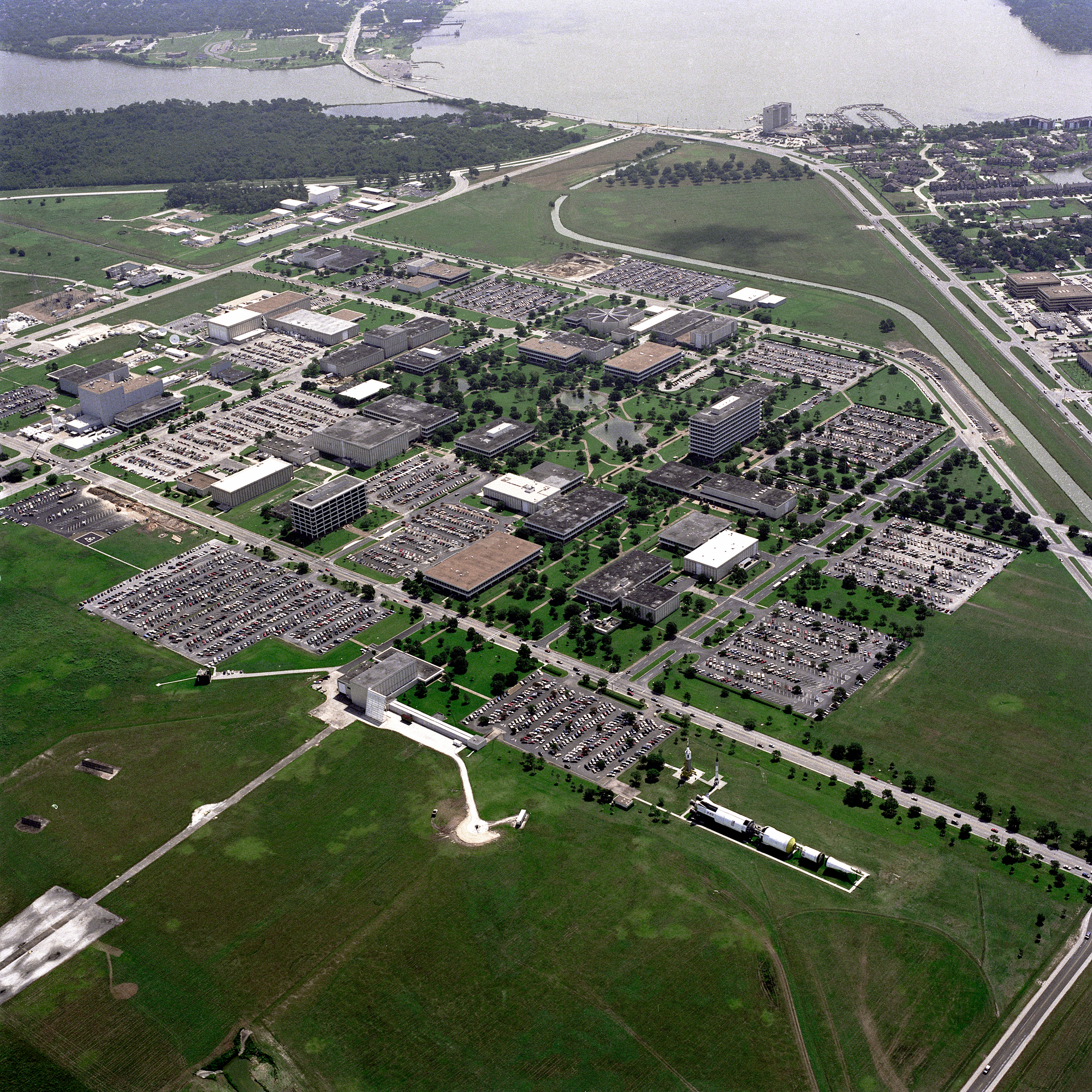
El Johnson Space Center cerca de Clear Lake en la bahía de Galveston

La Reconstrucción se hizo esperar en el sureste de Texas. Los intereses de la cría de ganado fueron los principales determinantes económicos en el continente en el siglo XIX. La ciudad de Galveston se convirtió en un importante centro comercial de EE. UU. para el embarque del algodón, productos de cuero y piel y del ganado y otros bienes producidos en el estado creciente. Se construyeron ferrocarriles alrededor de las orillas y continuaron surgiendo nuevas comunidades. La pesca comercial se desarrolló como una importante industria, especialmente de ostras, moluscos, crustáceos y más tarde camarones. A finales del siglo XIX la ciudad interior de Houston había comenzado a surgir como un importante competidor de Galveston dado que el dragado de la bahía la había convertido en un puerto viable.[cita requerida]
El huracán de Galveston de 1900 devastó la ciudad de Galveston y muchas comunidades alrededor de la bahía quedaron gravemente dañadas. El crecimiento se trasladó al interior, a Houston, dado que el miedo a los riesgos planteados por la creación de empresas en Galveston limitó la capacidad de la isla para competir. Texas City surgió como otro puerto importante en la zona. El tráfico marítimo a través de la bahía se expandió drásticamente.[cita requerida]
El boom petrolero de Texas comenzó en 1901 y en 1915 la producción de petróleo en la bahía estaba totalmente en marcha. Los pozos de petróleo y las refinerías se desarrollaron rápidamente por toda la zona y la riqueza surgió en la región como nunca antes. La industrialización y la urbanización llevaron la contaminación de la bahía. En la década de 1970 la bahía fue descrita por algunas fuentes como «el cuerpo de agua más contaminado en los EE.UU.» ("the most polluted body of water in the U.S."). El canal de navegación y el lago Clear fueron calificados por algunas fuentes como los que tenían peor calidad del agua. La extracción de petróleo y las aguas subterráneas, así como las grandes estelas del creciente tráfico marítimo en la bahía, condujeron al hundimiento de la tierra y a la erosión a lo largo de la costa, especialmente en el área de Baytown-Pasadena. Hoy en día, aproximadamente 0,40 km² del lugar histórico de la batalla de San Jacinto está sumergido, la mayoría de Sylvan Beach ha desaparecido, y el otrora prominente barrio Brownwood de Baytown ha tenido que ser abandonado.
El establecimiento en 1963 del Centro Espacial Johnson de la NASA cerca de la bahía, en la Clear Lake Area, atrajo un nuevo crecimiento. En la década de 1970 la ciudad de Houston ya se había convertido en una de las ciudades más grandes del país y su expansión la conectaba con las comunidades de la bahía. La costa de la bahía se convirtió en una zona muy urbanizada. La bahía y las comunidades a su alrededor gradualmente se convirtieron en destinos principales de recreo.[cita requerida]
El huracán Ike azotó la bahía en 2008 causando daños considerables tanto a nivel ambiental como económico, siendo el acontecimiento más destructivo desde 1900. Desde 2009, está en discusión una propuesta para construir un sistema de diques para proteger la bahía, el Ike Dike.

## Accidentes geográficos
El sistema de la bahía de Galveston se compone de cuatro subbahías principales: la propia bahía de Galveston (superior e inferior), la bahía Trinity, la bahía Este (East Bay) y la bahía Oeste (West Bay) La bahía es alimentada por el río Trinidad y el río San Jacinto, por numerosos bayous locales y por las mareas entrantes desde el golfo de México. Muchas bahías y lagos más pequeños están conectados con el sistema principal, como la bahía de Navidad (Christmas Bay), el lago Moses (Moses Lake), la bahía de Dickinson (Dickinson Bay), el lago Clear (Clear Lake), el lago Ash, la bahía Black Duck y la bahía de San Jacinto. La bahía cubre aproximadamente 1.600 km² y tiene unos 50 km de largo y 27 km de ancho. La bahía de Galveston, de promedio, tiene unos 3 m de profundidad.[cita requerida]
La bahía tiene tres entrantes en el golfo de México: Bolivar Roads (la salida del canal de Navegación de Houston) entre la isla de Galveston y la península Bolívar, San Luis Pass, al oeste, y Rollover Pass, al este. La vía acuática intracostera del Golfo (Gulf Intracoastal Waterway), una vía navegable que consiste en islas naturales y canales hechos por el hombre que siguen a lo largo de la costa del Golfo, corriendo entre la bahía y el Golfo. Esto marca efectivamente el límite entre las dos.[cita requerida]

## Ecosistema

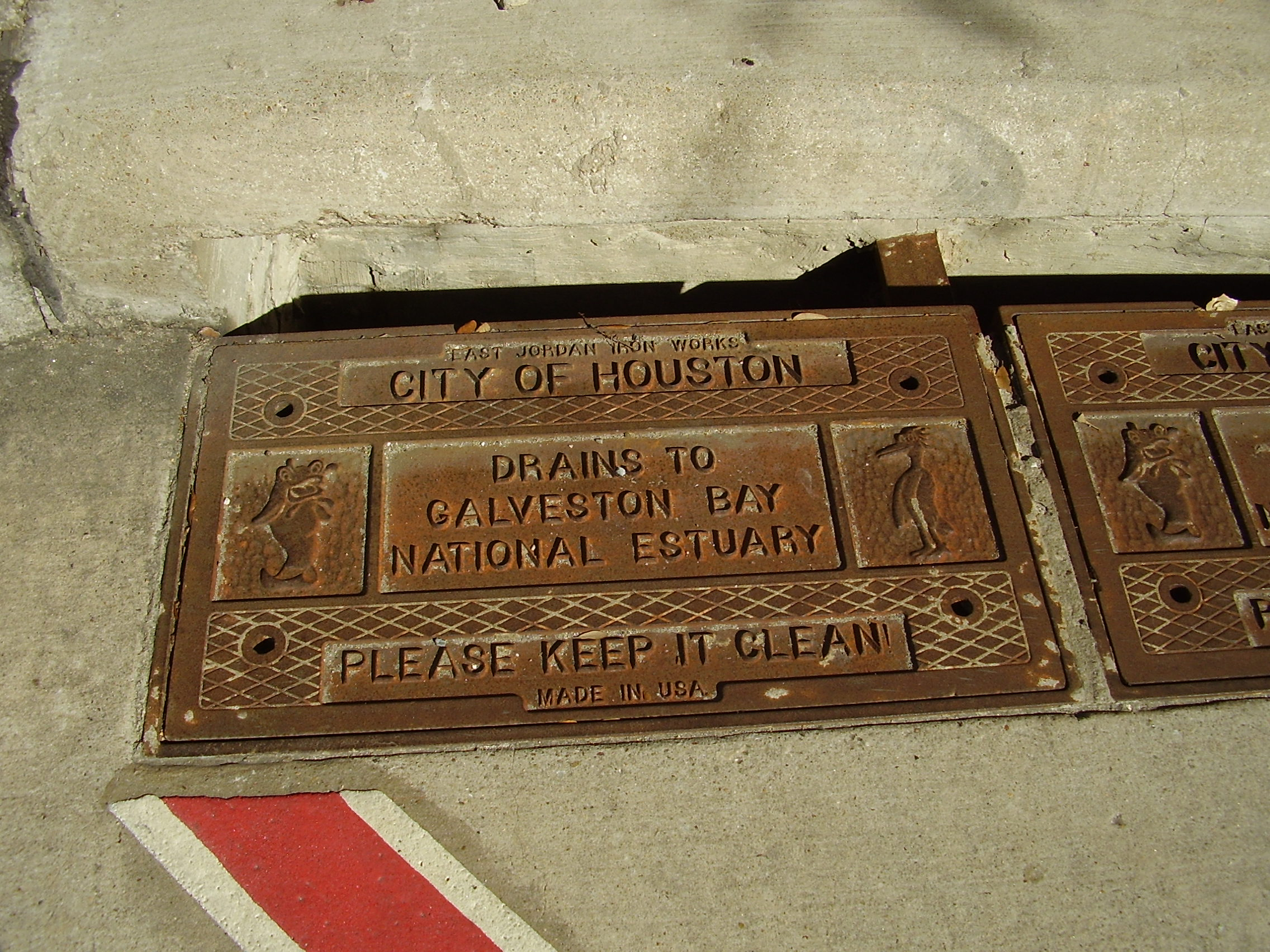
La Ciudad de Houston drena sus vertidos en el estuario nacional de la bahía de Galveston; los mensajes piden a la gente que tenga el ecosistema en cuenta.

La mezcla única y compleja de aguas en la bahía procedentes de diferentes fuentes, proporciona una guardería para el desove y cría de muchos tipos de vida marina, tales como cangrejos, camarones, ostras, y muchas variedades de peces que dan soporte a una industria pesquera importante. Los canales de navegación más profundos de la bahía proporcionan un hábitat adecuado para los delfines nariz de botella, que se alimentan de las abundantes variedades de peces. Además, el sistema de bayous, ríos y pantanos que rodean la bahía soportan sus propios ecosistemas que albergan en una vida silvestre diversa y que permiten el cultivo en agua dulce del cangrejo de las marismas.
Los humedales que rodean la bahía soportan una gran variedad de fauna. Especies que viven en tierra notables son el cocodrilo americano y el gato montés de Norteamérica, mientras que algunas especies de aves notables son la polluela amarillenta y el calamón, y el pelícano.

## Desarrollo urbano

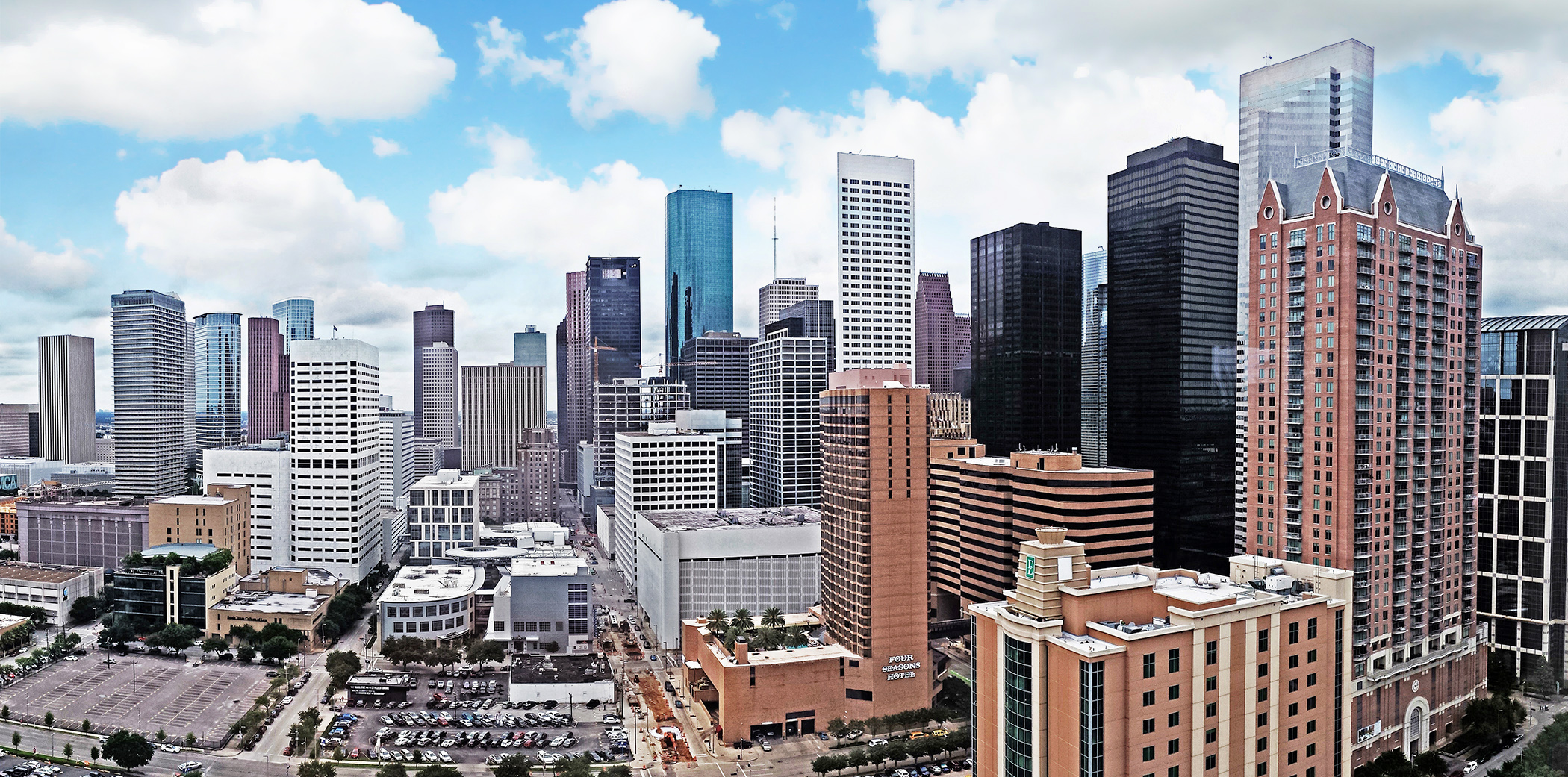
El centro de Houston

La bahía de Galveston se encuentra en el área metropolitana del Gran Houston y está en el centro de uno de los centros de embarque más importantes en el mundo. El área metropolitana es la quinta área metropolitana más grande en los Estados Unidos con una población de 6,1 millones a partir de la estimación del censo de EE. UU. de 2010. La población de la zona metropolitana se centra en la ciudad de Houston, el centro económico y cultural más grande del Sur de Estados Unidos con una población de 2,2 millones de personas. Es una de las áreas metropolitanas de más rápido crecimiento de los Estados Unidos.
Cuatro condados bordean la bahía: Brazoria, Chambers, Harris y Galveston. La ciudad más grande de esta zona es de Houston, la cuarta más grande del país. Houston, sin embargo, comenzó su vida como una ciudad del interior y solo debido a su enorme crecimiento ha llegado a las costas de la bahía.
La metrópoli original del área era Galveston, que aunque ahora en gran parte es una tranquila isla turística, una vez fue uno de los puertos más importantes de la nación antes del huracán de Galveston de 1900. Otras comunidades importantes que bordean la bahía son Texas City, Pasadena, Baytown y Anáhuac.
Los principales puertos que sirven al área de la bahía son el Puerto de Houston, el puerto de la Ciudad de Texas y el Puerto de Galveston. El Canal de Navegación de Houston, que conecta el Puerto de Houston con el Golfo, pasa a través de la bahía. Es un accidente parcialmente creado por el hombre mediante el dragado del Buffalo Bayou, los canales de navegación de las subbahías, y la bahía de Galveston.
La zona cuenta con una amplia base industrial, incluyendo energía, industria manufacturera, aeronáutica, transporte y sectores de cuidado de la salud. Houston está en segundo lugar, solamente tras la ciudad de Nueva York, en el número de la lista Fortune 500 con sede en los límites de la ciudad. Las comunidades junto a la bahía, en particular, son a su vez, el corazón tanto del programa espacial tripulado como de la industria petroquímica de la nación.

## Clima
El clima alrededor de la bahía está clasificado como clima subtropical húmedo (Cfa en la clasificación climática de Köppen). Los vientos predominantes del sur y sureste llevan el calor de los desiertos de México y humedad desde el golfo de México. Las temperaturas de verano superan con regularidad los 32 °C y la humedad de la zona eleva el índice de calor aún más. Los inviernos en la zona son templados, con temperaturas típicas en enero superiores a los 16 °C y con bajas de cerca de los 4 °C. Las nevadas son generalmente raras. La precipitación anual media es de unos 1000 mm al año, con algunas zonas que reciben habitualmente más de 1300 mm.
Los huracanes son una amenaza siempre presente durante la temporada de otoño. La isla de Galveston y la península Bolívar tienen por lo general el mayor riesgo. Sin embargo, a pesar de que la isla y la península ofrecen cierta protección, la costa de la bahía aún enfrenta peligros significativos por las oleadas de la tormenta.

## Contaminación

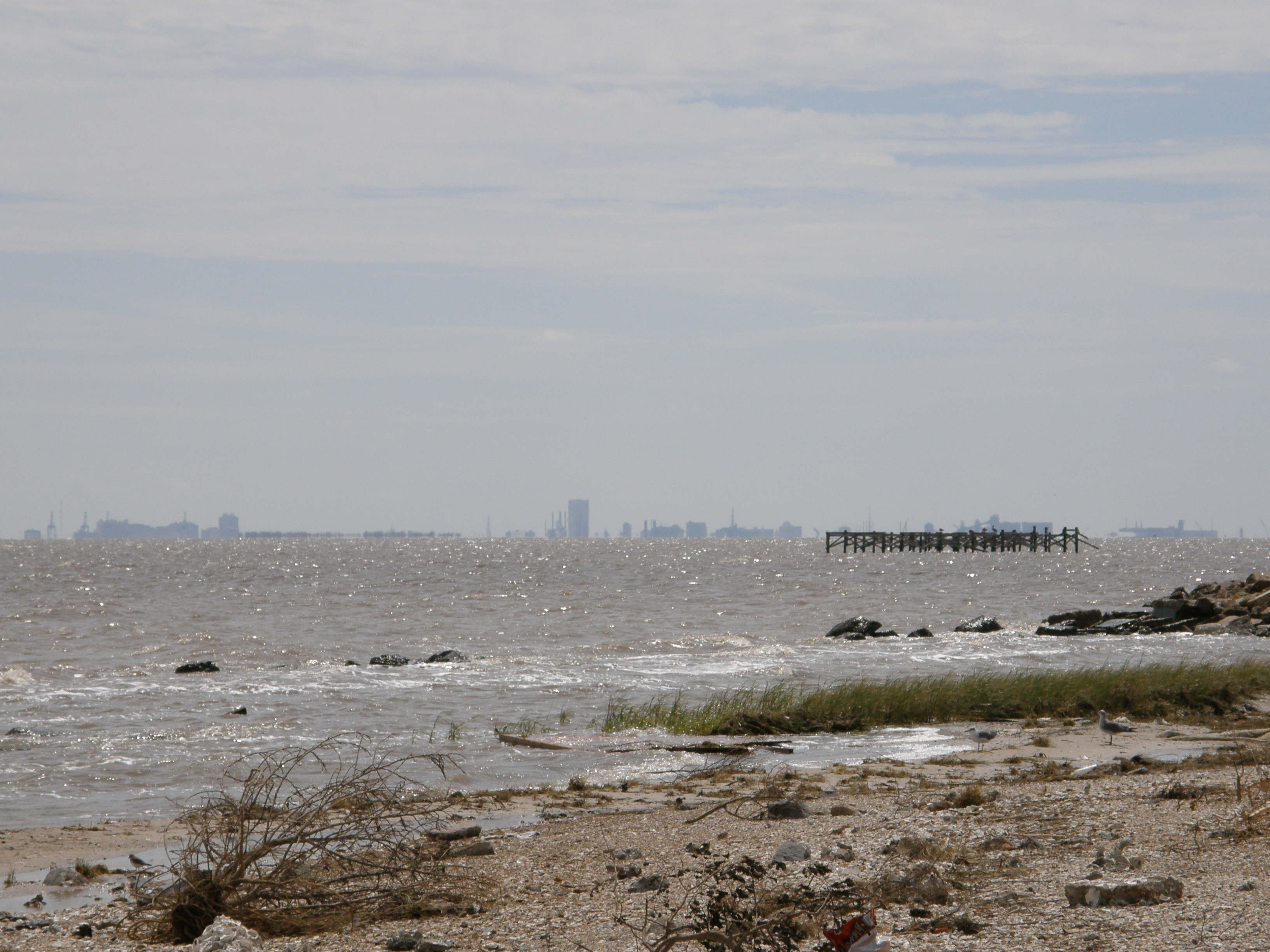
La bahía de Galveston, con el perfil del downtown de Galveston al fondo, en el horizonte.

La bahía recibe el cuarto nivel más alto de productos químicos tóxicos en el estado por los vertidos de las industrias frente a la bahía, además de los contaminantes que lavan en el Canal de Navegación de Houston. Aunque se han planteado algunas preocupaciones acerca de la seguridad de los mariscos obtenidos en la bahía, el Departamento de Salud de Texas ha señalado que el pescado de la bahía es «seguro para un consumo ilimitado».
Los niveles excesivos de ozono puede ocurrir debido a las actividades industriales; el cercano Houston se encuentra entre las ciudades más contaminadas por ozono en los Estados Unidos. Las industrias ubicadas a lo largo del canal de navegación son una de las causas principales de la contaminación.
El 22 de marzo de 2014 una barcaza que llevaba casi un millón de galones de combustible marino colisionó con otro barco en el canal de navegación de Houston (Houston Ship Channel), causando la fuga del contenido de uno de los tanques de 168.000 galones de la barcaza en la bahía de Galveston.